# Aristolochia didyma
Aristolochia didyma är en piprankeväxtart som beskrevs av Spencer Le Marchant Moore. Aristolochia didyma ingår i släktet piprankor, och familjen piprankeväxter. Inga underarter finns listade i Catalogue of Life.